# USS Alfred A. Cunningham (DD-752)
USS Alfred A. Cunningham (DD-752) là một tàu khu trục lớp Allen M. Sumner được Hải quân Hoa Kỳ chế tạo trong Chiến tranh Thế giới thứ hai. Nó là chiếc tàu chiến duy nhất của Hải quân Mỹ được đặt theo tên Trung tá Alfred Austell Cunningham (1882-1939), một sĩ quan và là phi công Thủy quân Lục chiến. Nó đã hoạt động cho đến hết Thế Chiến II, và tiếp tục phục vụ sau đó trong Chiến tranh Triều Tiên và Chiến tranh Việt Nam cho đến khi xuất biên chế năm 1971, rút đăng bạ năm 1974 và bị đánh chìm như một mục tiêu năm 1979. Alfred A. Cunningham được tặng thưởng một Ngôi sao Chiến trận do thành tích phục vụ trong Thế Chiến II, sáu Ngôi sao Chiến trận khác trong Chiến tranh Triều Tiên, và thêm bảy Ngôi sao Chiến trận nữa trong Chiến tranh Việt Nam.

## Thiết kế và chế tạo
Alfred A. Cunningham được đặt lườn tại xưởng tàu của hãng Bethlehem Steel Corporation ở Staten Island, New York vào ngày 23 tháng 2 năm 1944. Nó được hạ thủy vào ngày 3 tháng 8 năm 1944; được đỡ đầu bởi bà Alfred A. Cunningham, vợ góa Trung tá Cunningham, và nhập biên chế vào ngày 23 tháng 11 năm 1944 dưới quyền chỉ huy của Hạm trưởng, Trung tá Hải quân Floyd B. T. Myhre.

## Lịch sử hoạt động

### 1945 - 1949
Sau khi thực hiện chuyến đi chạy thử máy huấn luyện tại vùng biển Bermuda, Alfred A. Cunningham quay trở về New York vào ngày 17 tháng 1 năm 1945 để sửa chữa sau thử máy. Đi đến Norfolk, Virginia không lâu sau đó, nó trải qua ba tháng hoạt động như một tàu huấn luyện tại khu vực vịnh Chesapeake cho những kíp thủy thủ đoàn khu trục mới, thực hành tác xạ, kiểm soát hư hỏng và thực tập cơ động cũng như trải nghiệm cuộc sống trên tàu chiến. Được sửa chữa nhanh tại Xưởng hải quân Norfolk, nó lại lên đường vào ngày 7 tháng 5 để gặp gỡ Chicago (CA-136) ngoài khơi vịnh Delaware, và cùng chiếc tàu tuần dương hạng nặng đi đến vịnh Chesapeake thực hành tác xạ. Sau đó hai chiếc tàu chiến đi vịnh Guantánamo, Cuba và Panama, rồi băng qua kênh đào Panama vào ngày 18 tháng 5, và đi đến Trân Châu Cảng vào ngày 31 tháng 5. Trong hai tuần lễ tiếp theo, chiếc tàu khu trục hoạt động tại vùng biển quần đảo Hawaii để huấn luyện, và được bảo trì cạnh tàu tiếp liệu khu trục USS Black Hawk (AD-9).
Vào ngày 13 tháng 6, Alfred A. Cunningham gia nhập Đội đặc nhiệm 12.4 và lên đường đi sang khu vực Tây Thái Bình Dương. Trên đường đi một tuần sau đó, nó hộ tống cho các tàu sân bay tung ra cuộc không kích xuống đảo Wake còn do phía Nhật Bản chiếm giữ. Đội đặc nhiệm đi đến Leyte, Philippines vào ngày 26 tháng 6. Nó khởi hành ngay ngày hôm sau hướng đến Okinawa, và đang khi trên đường đi, nó tấn công bằng mìn sâu vào một tín hiệu sonar bắt được mà nó cho là một tàu ngầm đối phương, nhưng không có kết quả. Không lâu sau khi đi đến Okinawa vào ngày 29 tháng 6, chiếc tàu khu trục phục vụ trong vai trò cột mốc radar canh phòng ngoài khơi bờ biển phía Tây Nam hòn đảo. Từ ngày 1 tháng 7 cho đến khi xung đột kết thúc, nó tuần tra hộ tống và bảo vệ tại vùng biển chung quanh quần đảo Ryūkyū.
Sau khi Nhật Bản đầu hàng vào ngày 15 tháng 8, Alfred A. Cunningham tiếp tục ở lại khu vực Viễn Đông, hoạt động ngoài khơi bờ biển Trung Quốc giữa Hoàng Hải và biển Đông trong vai trò hộ tống và ngăn chặn nhập cư trái phép giữa Nhật Bản và Triều Tiên. Nó lên đường vào ngày 28 tháng 3, 1946 để quay trở về Hoa Kỳ, được đưa về thành phần dự bị tại San Diego, California vào ngày 12 tháng 5, 1947, và được cho xuất biên chế vào tháng 8, 1949.

### Chiến tranh Triều Tiên
Sự kiện quân đội Bắc Triều Tiên xâm chiếm Nam Triều Tiên vào cuối tháng 6, 1950, khiến Chiến tranh Triều Tiên bùng nổ, đưa Hải quân Hoa Kỳ vào tình trạng thiếu hụt tàu chiến hoạt động nghiêm trọng. Vì vậy Alfred A. Cunningham được cho nhập biên chế trở lại vào ngày 5 tháng 10, 1950 dưới quyền chỉ huy của Trung tá Hải quân L. P. Spear, và gia nhập Hạm đội Thái Bình Dương. Sau một đợt thực hành huấn luyện, nó khởi hành đi sang khu vực Tây Thái Bình Dương vào ngày 2 tháng 1, 1951, tham gia một loạt các nhiệm vụ khác nhau, mà chủ yếu là hộ tống bảo vệ cho Lực lượng Đặc nhiệm 77, lực lượng tàu sân bay nhanh ngoài khơi bờ biển Triều Tiên. Vào ngày 18 tháng 2, nó được tách khỏi nhiệm vụ canh phòng máy bay cho các tàu sân bay của lực lượng đặc nhiệm để thực hiện bắn phá bờ biển ban đêm xuống những “mục tiêu thích hợp” gần Tanchon, trên bờ biển phía Đông Triều Tiên. Nó đi đến địa điểm lúc 21 giờ 30 phút và bắt đầu bắn pháo quấy phá và can thiệp xuống các mục tiêu đường sắt, hai đầu mối giao thông và một đường hầm. Sau khi tiêu phí 90 quả đạn pháo 5-inch, nó ngừng bắn lúc 06 giờ 05 phút ngày 19 tháng 2.
Alfred A. Cunningham quay trở về vào ngày 4 tháng 9, 1951, rồi lại lên đường đi sang Viễn Đông vào tháng 3, 1952, tiếp tục phục vụ hộ tống bảo vệ các tàu sân bay nhanh ngoài khơi bờ biển Triều Tiên, cùng các nhiệm vụ bắn phá bờ biển. Nó đã hoạt động cùng Đơn vị Đặc nhiệm 95.22 tại khu vực Songjin để ngăn chặn các tàu tàu hỏa đối phương di chuyển; tiến hành bắn phá tuyến đường sắt vào ban đêm và bắn hỏa lực can thiệp ngăn chặn việc sửa chữa vào ban ngày. Vào ngày 19 tháng 9, đang khi tuần tra cách bờ biển khoảng 6.000 yd (5.500 m) lúc 13 giờ 40 phút, nó nổ súng vào các đội sửa chữa, và khoảng một giờ sau đó tiếp cận gần bờ hơn tại một hầm đường sắt về phía Bắc, xoay mạn phải con tàu đối diện bờ để bắn phá đường hầm đang được sửa chữa. Khi đó ít nhất ba khẩu pháo đối phương đã khai hỏa vào con tàu; loạt đạn pháo đầu tiên bắn trúng sàn chính bên mạn phải, mảnh đạn pháo xuyên thủng tấm che tháp pháo 51 làm bị thương ba người. Trong vòng hai phút, con tàu chịu đựng bốn phát trúng đích trực tiếp và ít nhất bảy quả đạn nổ trên không.
Một quả đạn pháo đã xuyên thủng và phá hủy phòng nồi hơi phía trước, mảnh đạn làm thủng một vách ngăn lân cận. Một quả đạn pháo khác trúng một quả mìn sâu trên máy phóng K phía trước, phá tung quả đạn và làm tung thuốc nổ TNT bốc cháy khắp sàn tàu; mảnh đạn từ vụ nổ này làm bốc cháy thêm một quả mìn và làm vỡ bốn quả khác. Phát đạn thứ ba trúng vào mạn phải bên dưới sàn chính, mảnh đạn làm hư hại nặng xuồng săn cá voi. Phát đạn thứ tư trúng bên dưới mực nước và không xuyên thủng lườn tàu. Những quả đạn pháo nổ trên không làm hỏng ăn-ten radar SG. Ngay lập tức một khẩu đội pháo 3-inch nổ súng bắn trả vào những khẩu pháo đối phương; Trung úy Hải quân Frederick F. Palmer, sĩ quan trực cầu tàu, phát lệnh báo động và cho con tàu bẻ hết lái sang mạn trái và mở hết tốc độ nhằm gia tăng khoảng cách với đối phương. Các đội kiểm soát hư hỏng tiếp cận các đám cháy để dập lửa; và khi con tàu tăng khoảng cách lên 9.000 yd (8.200 m) và đạt tốc độ 26,5 kn (49,1 km/h), các đám cháy đang dần được kiểm soát, thiếu úy Charles E. Dennis cùng hai thủy thủ William J. Bohrman và Victor J. Leonard đã đẩy một quả mìn sâu đang cháy qua mạn tàu xuống biển bất chấp nguy cơ quả đạn có thể nổ bất cứ lúc nào; cả ba người sau đó đã được tặng thưởng Huân chương Ngôi sao đồng.
Chịu đựng 13 người bị thương, chủ yếu do trúng mảnh đạn pháo, Alfred A. Cunningham lui ra khỏi tầm đạn pháo và rời nhiệm vụ trực chiến, hướng đến đảo Yang Do nơi nó được tàu khu trục Anh Quốc HMS Charity (R29) trợ giúp y tế. Sau khi được sửa chữa khẩn cấp, con tàu lại có khả năng tiếp tục tác chiến. Nó lên đường quay trở về Hoa Kỳ, về đến cảng nhà mới là Long Beach, California vào ngày 6 tháng 11. Nó hoạt động tại chỗ ngoài khơi bờ biển phía Nam California trong những tháng đầu năm 1953, trước khi lên đường vào ngày 13 tháng 6 cho một lượt phục vụ khác kéo dài năm tháng tại Viễn Đông. Nó hoạt động cùng Lực lượng Đặc nhiệm 77, hộ tống cho tàu tuần dương hạng nặng Bremerton (CA-130). Vào các ngày 29 và 30 tháng 7, nó cùng Bremerton và các tàu chiến Hải quân Hoa Kỳ khác tham gia những nỗ lực tìm kiếm đội bay một chiếc Boeing RB-50 bị rơi trong biển Nhật Bản; họ chỉ cứu được viên phi công phụ. Chiếc tàu khu trục cũng tham gia thực tập chống tàu ngầm cùng Đội đặc nhiệm 96.7, và cùng các tàu chiến thuộc Đội khu trục 131 tuần tra tại eo biển Đài Loan. Nó quay trở về Long Beach vào ngày 20 tháng 12.
Alfred A. Cunningham trải qua một đợt đại tu thường lệ tại Xưởng hải quân Mare Island từ tháng 2 đến tháng 4, 1954, và sau hai tháng thực hành huấn luyện, nó lại lên đường vào ngày 10 tháng 8 để đi sang khu vực Tây Thái Bình Dương. Nó ghé qua Trân Châu Cảng trên đường đi để thực hành tác xạ và thực tập chống tàu ngầm trước khi tiếp tục đi đến Yokosuka, Nhật Bản. Nó gia nhập Đội đặc nhiệm 70.2 để cơ động tập trận và thực hành và thực hiện hai chuyến viếng thăm ngắn đến Manila, Philippines. Sau đó nó hoạt động cùng Lực lượng Đặc nhiệm 72 để tuần tra eo biển Đài Loan, rồi hộ tống cho tàu sân bay Yorktown (CV-10) đi Hong Kong và sau đó đến Manila, nơi nó trải qua kỳ nghỉ lễ cuối năm. Chiếc tàu khu trục tiếp tục vai trò canh phòng máy bay cho Yorktown vào đầu năm 1955, trước khi quay trở về Long Beach vào ngày 6 tháng 2.
Sau một giai đoạn bảo trì và nghỉ ngơi, Alfred A. Cunningham tiếp nối hoạt động thường lệ ngoài khơi bờ biển California. Vào ngày 11 tháng 5, nó tham gia Chiến dịch WigWam; rồi sau năm tháng chuẩn bị, nó khởi hành rời vùng bờ Tây vào ngày 11 tháng 10 để hướng sang Nhật Bản, ghé qua Trân Châu Cảng và Midway để tiếp nhiên liệu trước khi đi đến Yokosuka. Sau khi được sửa chữa những hư hại mắc phải trên đường đi, nó gia nhập Lực lượng Đặc nhiệm 77 và hoạt động trong ba tuần. Con tàu ghé thăm Kobe, Nhật Bản và trải qua kỳ nghỉ lễ Giáng Sinh tại Yokosuka.

### 1956 - 1965
Alfred A. Cunningham thực hành chống tàu ngầm tại vùng biển Nhật Bản vào đầu năm 1956, trước khi đi đến vịnh và tham gia tuần tra eo biển Đài Loan. Chiếc tàu khu trụuc sau đó viếng thăm Hong Kong rồi ghé lại Yokosuka một thời gian ngắn để sửa chữa trước khi lên đường quay trở về nhà. Về đến Long Beach vào ngày 31 tháng 3, nó đi vào Xưởng hải quân Hunters Point, San Francisco vào tháng 5 để đại tu, rồi trải qua hai tháng huấn luyện ngoài khơi San Diego. Nó khởi hành vào ngày 6 tháng 11 để hộ tống cho tàu tuần dương hạng nặng Bremerton (CA-130) trong hành trình đi Melbourne, Australia, nơi các con tàu tham gia lễ hội nhân dịp khai mạc Thế Vận Hội XVI. Sau mười ngày viếng thăm cảng, chiếc tàu khu trục khởi hành đi Yokosuka.
Trong tháng 1, 1957, Alfred A. Cunningham tham gia cùng các tàu chiến thuộc Hải quân Cộng hòa Hàn Quốc tiến hành các cuộc tập trận gần Chinhae, Hàn Quốc. Sau đó nó gia nhập Lực lượng Đặc nhiệm 77 tại khu vực biển Đông, làm nhiệm vụ canh phòng máy bay cho tàu sân bay, tiếp nối bởi một lượt tuần tra eo biển Đài Loan. Nó ghé qua vịnh Subic, Hong Kong và Yokosuka trong hành trình quay trở về Hoa Kỳ, về đến Long Beach vào ngày 12 tháng 5. Trong những tháng tiếp theo, nó thực hành bắn phá bờ biển, huấn luyện phòng không, và hoạt động phối hợp tìm-diệt tàu ngầm dọc theo bờ biển California, rồi đi vào Xưởng hải quân Long Beach vào tháng 12 để đại tu.
Vào ngày 13 tháng 1, 1958, Alfred A. Cunningham lên đường cho một lượt phục vụ khác tại Viễn Đông. Sau khi ghé qua Trân Châu Cảng; Pago Pago, Samoa; và Wellington, New Zealand, nó đi đến Hobart, Tasmania, Australia vào ngày 7 tháng 2, tham gia lễ hội câu lạc bộ thuyền buồm Royal Hobart Regatta. Con tàu lên đường đi Guam vào ngày 12 tháng 2, và được sửa chữa tại đây trong năm ngày trước khi tiếp tục hành trình đi sang Nhật Bản, đi đến Yokosuka vào ngày 1 tháng 4. Trong những tháng tiếp theo, nó tham gia nhiều cuộc tập trận và thực hành cơ động, hộ tống bảo vệ cho tàu sân bay Ticonderoga (CV-14) và những tàu chiến khác, và viếng thăm các cảng Hong Kong; vịnh Subic; và vịnh Buckner, Okinawa trước khi về đến Long Beach vào ngày 21 tháng 7. Sang đầu tháng 9, nó đi vào Xưởng hải quân Long Beach để đại tu, rời xưởng tàu vào đầu tháng 12, và nghỉ ngơi cùng tiếp liệu trong kỳ nghỉ lễ cuối năm.
Alfred A. Cunningham tiến hành huấn luyện ôn tập trong những tháng đầu năm 1959, trước khi rời Long Beach vào ngày 28 tháng 3 để đi Yokosuka. Đến nơi vào ngày 15 tháng 4, nó rời cảng này hộ tống cho tàu sân bay Shangri-La (CVA-38) tham gia cuộc tập trận "Sea Turtle" ngoài khơi bờ biển Triều Tiên. Đến cuối tháng 5, chiếc tàu khu trục lại tham gia cuộc tập trận "Granite Creek", và sau một chuyến viếng thăm cảng Hong Kong, nó quay trở lại Yokosuka để bảo trì nhằm chuẩn bị cho hành trình quay trở về nhà, về đến nơi vào ngày 27 tháng 8. Trong thời gian còn lại của năm 1959, nó thực hành tác xạ và chống tàu ngầm, và phục vụ như tàu huấn luyện cho hạm đội.
Vào tháng 1, 1960, Alfred A. Cunningham tham gia cuộc tập trận STRIKEX 30-60. Vào ngày 1 tháng 2, nó được điều sang Đội khu trục 132 và được phân về Đội đặc nhiệm 14.7, một đơn vị tìm-diệt tàu ngầm. Từ ngày 1 tháng 2 đến ngày 7 tháng 5, nó tham gia huấn luyện cùng đơn vị này tại khu vực Đông Thái Bình Dương.
Khởi hành từ Long Beach vào ngày 17 tháng 5, Alfred A. Cunningham cùng Hải đội Khu trục 13 và tàu sân bay Hornet (CVS-12) hướng sang Trân Câu Cảng, đến nơi vào ngày 23 tháng 5. Lực lượng ở lại khu vực quần đảo Hawaii để thực hành huấn luyện chống tàu ngầm cho đến khi lên đường vào ngày 5 tháng 7 để hướng sang Viễn Đông, đi đến Kobe, Nhật Bản vào ngày 16 tháng 7, nơi con tàu được bảo trì. Sau đó nó lên đường đi Okinawa, tiến hành các đợt thực tập chống tàu ngầm tại vùng biển phụ cận cho đến ngày 29 tháng 8, khi nó đi vào vịnh Subic. Ngoại trừ hai đợt viếng thăm ngắn đến Hong Kong, nó ở lại khu vực vịnh Subic cho đến ngày 3 tháng 12, khi nó lên đường đi Yokosuka. Sau một đợt bảo trì ngắn, nó lên đường cho hành trình quay trở về vùng bờ Tây, về đến Long Beach vào ngày 18 tháng 12.
Vào cuối tháng 1, 1961, Alfred A. Cunningham đi vào Xưởng hải quân Long Beach để trải qua một đợt nâng cấp theo Chương trình Hồi sinh và Hiện đại hóa Hạm đội II (FRAM: Fleet Rehabilitation and Modernization), khi những cảm biến và vũ khí chống tàu ngầm được nâng cấp, bao gồm dàn phóng ngư lôi mới, trung tâm thông tin hành quân được hiện đại hóa, bổ sung sàn đáp và hầm chứa phía sàn sau để mang theo một máy bay trực thăng không người lái Gyrodyne QH-50 DASH chống tàu ngầm, và tăng cường một bộ sonar với độ sâu thay đổi. Sau khi hoàn tất việc nâng cấp, nó chạy thử máy trong tháng 7 và tháng 8, rồi quay trở lại hoạt động từ ngày 22 tháng 9. Nó lên đường đi Seattle vào ngày 9 tháng 10, tiến hành thử nghiệm sonar tại khu vực Puget Sound từ ngày 12 đến ngày 20 tháng 10 rồi quay trở lại Long Beach. Con tàu thực hành huấn luyện hạm đội tại vùng biển ngoài khơi San Diego từ ngày 30 tháng 10 đến ngày 8 tháng 12.
Trong suốt năm tháng đầu năm 1962, Alfred A. Cunningham luân phiên các hoạt động thường lệ với những đợt bảo trì trong cảng. Nó rời vùng bờ Tây vào ngày 7 tháng 6 cho một lượt bố trí sang khu vực Tây Thái Bình Dương kéo dài sáu tháng. Sau khi đi đến Trân Châu Cảng vào ngày 13 tháng 6, nó thực hành huấn luyện chống tàu ngầm tại vùng biển ngoài khơi Oahu trước khi tiếp tục đi đến Yokosuka. Trong tháng 8, nó hoạt động phối hợp cùng các tàu chiến thuộc Lực lượng Phòng vệ biển Nhật Bản, và viếng thăm các cảng Kure, Kobe và Sasebo trước khi quay trở lại Yokosuka vào ngày 31 tháng 10. Nó lại lên đường vào ngày 3 tháng 11, lầm nhiệm vụ tuần tra tại eo biển Tsushima cho đến ngày 14 tháng 11, khi nó đi đến vịnh Subic ngang qua Hong Kong. Chiếc tàu khu trục tham gia một hoạt động phô diễn lực lượng vào ngày 2 tháng 12 trước khi lên đường quay trở về Hoa Kỳ, về đến Long Beach vào ngày 21 tháng 12.
Sau các hoạt động tại chỗ vào những tháng đầu năm 1963, Alfred A. Cunningham gia nhập Đội khu trục 232 vào ngày 1 tháng 4, rồi được bảo trì tại San Diego trong tháng 4 và tháng 5. Ra khơi vào đầu tháng 6, nó bắt đầu một loạt các cuộc thực tập chống tàu ngầm, và sang tháng 8 đã cùng Đội khu trục 19 đi lên phía Bắc cho một chuyến đi huấn luyện đến Seattle, Washington; rồi đến các cảng Skagway và Dutch Harbor, Alaska. Sau khi quay trở về Long Beach và ở lại trong một tháng, nó lên đường đi Trân Châu Cảng để thực hành chống tàu ngầm trong nhiều tuần lễ, trước khi quay trở về Long Beach vào tháng 12 để nghỉ ngơi và bảo trì.
Vào ngày 20 tháng 2, 1964, Alfred A. Cunningham cùng các tàu chiến khác thuộc Đội khu trục 232 rời Long Beach cho một lượt biệt phái tại Tây Thái Bình Dương kéo dài sáu tháng. Đi đến Trân Châu Cảng vào ngày 28 tháng 2, nó hoạt động tại chỗ cho đến khi lên đường vào ngày 23 tháng 3 để hướng sang Viễn Đông. Nó tham gia cuộc Tập trận "Crazy Horse" ngoài khơi bờ biển Okinawa trước khi được bảo trì tại Yokosuka vào ngày 7 tháng 4; rồi sau đó lần lượt viếng thăm Kure, Sasebo và Hong Kong. Từ ngày 9 tháng 6 đến ngày 4 tháng 7, nó hoạt động từ cảng Cao Hùng, Đài Loan trong các chuyến tuần tra eo biển Đài Loan, rồi đi đến biển Nhật Bản để tham gia cuộc Tập trận "Crossed Tee" phối hợp cùng các tàu chiến của Lực lượng Phòng vệ biển Nhật Bản. Sau các chặng dừng tại Hakodate và Yokosuka, nó lên đường quay trở về nhà, về đến Long Beach vào ngày 11 tháng 8. Nó nghỉ ngơi, bảo trì và huấn luyện cho đến ngày 15 tháng 11, khi nó đi vào Xưởng hải quân Long Beach để đại tu.
Hoàn tất việc sửa chữa vào ngày 15 tháng 3, 1965, Alfred A. Cunningham rời Long Beach để tiến hành huấn luyện ôn tập trong nhiều tuần tại vùng biển San Diego. Sang đầu tháng 6, nó nhận lên tàu 30 học viên sĩ quan cho một chuyến đi thực tập tại khu vực Puget Sound kéo dài hai tuần. Nó khởi hành vào ngày 12 tháng 8 cho lượt biệt phái tiếp theo sang khu vực Tây Thái Bình Dương, ghé qua Trân Châu Cảng để thực hành chống tàu ngầm trong hai tuần tại khu vực Tây Nam Molokai; nó được bảo trì tại Trân Châu Cảng trước khi tiếp tục hành trình đi Yokosuka.

### Chiến tranh Việt Nam
Alfred A. Cunningham gia nhập Lực lượng Đặc nhiệm 77 vào tháng 10, 1965 để làm nhiệm vụ tuần tra và trinh sát dọc ngoài khơi bờ biển Bắc Việt Nam và trong vịnh Bắc Bộ. Sau một tuần lễ nghỉ ngơi tại Hong Kong, nó lên đường vào ngày 10 tháng 11 để đi Cao Hùng, và hoạt động từ cảng này trong các chuyến tuần tra eo biển Đài Loan. Đến ngày 5 tháng 12, nó băng qua eo biển Tsushima để tiến vào biển Nhật Bản, nơi nó tập trận chống tàu ngầm phối hợp cùng các tàu chiến của Hải quân Cộng hòa Hàn Quốc trước khi trải qua kỳ nghỉ lễ Giáng Sinh tại Sasebo.
Vào tháng 1, 1966, Alfred A. Cunningham lại tuần tra ngoài khơi bờ biển Việt Nam, và hỗ trợ hải pháo cho hoạt động tác chiến trên bộ tại khu vực Quảng Ngãi, Nam Việt Nam. Nó trải qua giai đoạn cuối của lượt tuần tra trong vai trò cột mốc radar ở phía Nam đảo Hải Nam. Con tàu trải qua một kỳ nghỉ ngắn tại Yokosuka trước khi lên đường quay trở về Hoa Kỳ, về đến Long Beach vào ngày 3 tháng 3. Trong bảy tháng tiếp theo, nó tiến hành những lượt huấn luyện và bảo trì, rồi lại lên đường vào ngày 4 tháng 11, hướng sang Oahu trong chặng đầu tiên của lượt hoạt động. Nó tập trận phối hợp cùng những đơn vị Hải quân Hoa Kỳ và Hải quân Hoàng gia Canada tại vùng biển quần đảo Hawaii trước khi tiếp tục đi sang Yokosuka, nơi nó có một lượt bảo trì ngắn trước khi tiến hành tuần tra tại eo biển Đài Loan.

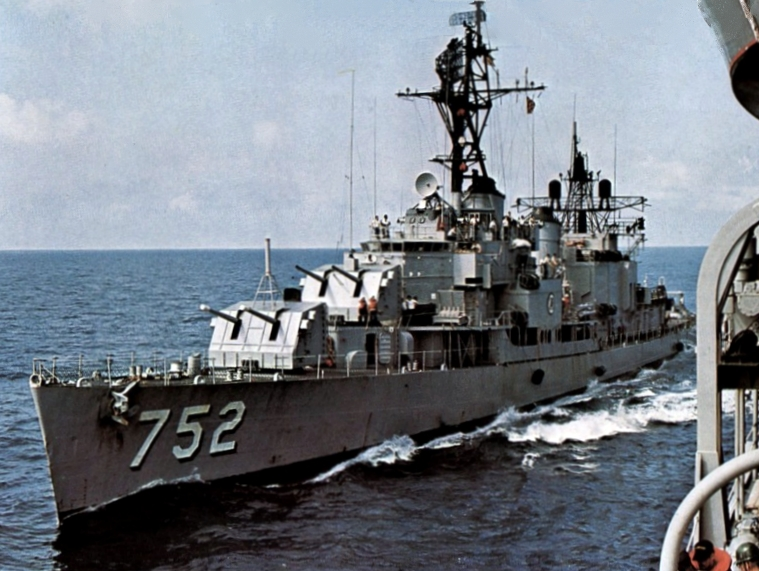
Alfred A. Cunningham trên đường đi, khoảng năm 1969.

Alfred A. Cunningham đi đến vịnh Bắc Bộ vào đầu tháng 1, 1967, nơi nó phục vụ canh phòng máy bay cho tàu sân bay Bennington (CVS-20). Sang tháng 2, nó được điều động tham gia Chiến dịch Sea Dragon, một nỗ lực tuần tra nhằm ngăn chặn việc vận chuyển vũ khí dọc bờ biển của đối phương. Nó làm nhiệm vụ này cho đến tháng 4, khi lại tham gia một lượt tuần tra eo biển Đài Loan khác từ ngày 6 đến ngày 12 tháng 4. Nó lên đường quay trở về cảng nhà vào ngày 28 tháng 4, và được nghỉ ngơi và bảo trì trong gần hai tháng tiếp theo. Nó đi vào Xưởng hải quân Long Beach vào ngày 14 tháng 7 để được đại tu và nâng cấp, và sau khi hoàn tất công việc sửa chữa vào tháng 11, con tàu tiến hành chạy thử máy và bảo trì.
Sang đầu năm 1968, Alfred A. Cunningham huấn luyện ôn tập trước khi được phái sang vùng biển Đông Nam Á. Nó lặp lại những hoạt động như trước đây: canh phòng máy bay cho tàu sân bay để cứu vớt những phi công bị rơi, tìm kiếm và cứu nạn, và bắn hải pháo hỗ trợ dọc bờ biển Việt Nam. Nó lên đường quay trở về nhà vào ngày 23 tháng 10, ghé qua Midway và Trân Châu Cảng để tiếp nhiên liệu trước khi về đến Long Beach vào ngày 9 tháng 11. Đến ngày 2 tháng 1, 1969, nó tham gia cuộc tập trận "Quickstart", và canh phòng máy bay cho tàu sân bay Oriskany. Nó tiếp tục lịch trình huấn luyện và thực hành thường lệ cho đến ngày 1 tháng 7, khi một hỏng hóc cho ổ vòng bi trục chân vịt buộc nó phải đi vào Xưởng tàu Todd Shipyard tại San Pedro, California để sửa chữa.
Rời ụ tàu vào ngày 6 tháng 9, Alfred A. Cunningham chuẩn bị cho lượt bố trí sang khu vực tây Thái Bình Dương tiếp theo. Nó rời Long Beach vào đầu tháng 10, ghé qua Trân Châu Cảng để tiếp nhiên liệu trước khi tiếp tục hành trình, viếng thăm các cảng Yokosuka, vịnh Buckner và vịnh Subic. Vào ngày 14 tháng 11, nó rời vịnh Subic để hướng sang Việt Nam, nơi nó đã hỗ trợ hải pháo cho cuộc chiến trên bộ từ ngày 19 tháng 11 đến ngày 4 tháng 12. Con tàu chuyển sang phục vụ tại Trạn Yankee cùng tàu sân bay Hancock (CV-19) từ ngày 5 tháng 12 đến ngày 20 tháng 12, khi nó đi đến Sasebo cho kỳ nghỉ lễ cuối năm.
Vào đầu năm 1970, Alfred A. Cunningham thực hành chống tàu ngầm và hỗ trợ tàu sân bay tại vùng biển Okinawa, và sau đó là một chuyến viếng thăm Hong Kong kéo dài năm ngày. Nó gia nhập cùng Constellation (CV-64) tại Trạm Yankee từ ngày 17 tháng 1, và phục vụ canh phòng máy bay cho chiếc tàu sân bay cho đến ngày 21 tháng 2, khi nó đi đến Cao Hùng, Đài Loan cho một chuyến viếng thăm ngắn. Nó lên đường quay trở về Hoa Kỳ vào ngày 21 tháng 3, về đến Long Beach vào ngày 9 tháng 4, nơi nó nghỉ ngơi và bảo trì cho đến đầu tháng 5. Con tàu lại tiếp nối lịch trình huấn luyện và thực tập thường lệ mùa Hè dọc bờ biển phía Nam California; và sau đó là một chuyến đi thực tập cho học viên sĩ quan từ Long Beach đến San Francisco, Victoria (Canada) và Trân Châu Cảng trước khi quay trở về Long Beach. Vào ngày 7 tháng 8, nó tháo dỡ mọi đạn dược để chuẩn bị ngừng hoạt động.
Alfred A. Cunningham được cho xuất biên chế vào ngày 24 tháng 2, 1971 và được đưa về thành phần dự bị. Tên nó được cho rút khỏi danh sách Đăng bạ Hải quân vào ngày 1 tháng 2, 1974, và lườn tàu được sử dụng như một mục tiêu thử nghiệm vũ khí dọc theo bờ biển Nam California. Nó bị đánh đắm vào ngày 12 tháng 10, 1979 sau khi bị đánh trúng năm quả bom điều khiển bằng laser.

## Phần thưởng
Alfred A. Cunningham được tặng thưởng một Ngôi sao Chiến trận do thành tích phục vụ trong Thế Chiến II, sáu Ngôi sao Chiến trận khác trong Chiến tranh Triều Tiên, và thêm bảy Ngôi sao Chiến trận nữa trong Chiến tranh Việt Nam.